# Resolutie 345 Veiligheidsraad Verenigde Naties
Resolutie 345 van de Veiligheidsraad van de Verenigde Naties werd op 17 januari 1974 aangenomen als eerste VN-Veiligheidsraadsresolutie van dat jaar. Het aannemen gebeurde zonder stemronde, en nam het Chinees aan als werktaal binnen de Veiligheidsraad.

## Achtergrond
In den beginne waren enkel Engels en Frans de werktalen van de Veiligheidsraad. In 1969 was middels resolutie 263 al besloten om ook
het Russisch en het Spaans deze status te geven.

## Inhoud

### Resolutie
De Veiligheidsraad had het verzoek om het Chinees op te nemen als werktaal overwogen. De Veiligheidsraad herinnerde aan 3189 (XXVIII) van de Algemene Vergadering. De Veiligheidsraad hield er rekening mee dat de Algemene Vergadering opmerkte dat, aangezien vier van de vijf officiële talen reeds opgenomen waren als werktaal, het wenselijk was dat het Chinees dezelfde status zou krijgen. Besloten werd om het Chinees op te nemen als werktaal en daarom hoofdstuk VIII en IX van de procedures te amenderen.

### Annex
De herziene tekst van de regels 41 tot 47 en 49 van de procedures van de Veiligheidsraad luidde als volgt:
Regel 41Chinees, Engels, Frans, Russisch en Spaans zullen zowel officiële talen als werktalen van de Veiligheidsraad zijn.
Regel 42Voordrachten in een van de vijf talen zullen in de vier andere vertaald worden.
Regel 43[geschrapt]
Regel 44Vertegenwoordigers mogen voordrachten geven in andere talen, maar moeten zelf een vertaling in een van deze talen afleveren. De vertaling door de vertalers van het secretariaat mag gebaseerd worden op de vertaling in de eerste van deze talen.
Regel 45Transcripties van vergaderingen worden neergeschreven in de talen van de Veiligheidsraad.
Regel 46Alle resoluties en andere documenten worden gepubliceerd in de talen van de Veiligheidsraad.
Regel 47Documenten worden bij beslissing van de Veiligheidsraad gepubliceerd in een andere dan de talen van de Raad.
Regel 49Transcripties van vergaderingen zullen beschikbaar zijn voor de leden van de Veiligheidsraad en andere staten die deelnamen aan de vergadering tegen 10:00 uur van de eerste werkdag na de vergadering.

## Verwante resoluties
- Resolutie 263 Veiligheidsraad Verenigde Naties (1969)
- Resolutie 528 Veiligheidsraad Verenigde Naties (1982)

Lijst ·  345 ·  346 ·  347 ·  348 ·  349 ·  350 ·  351 ·  352 ·  353 ·  354 ·  355 ·  356 ·  357 ·  358 ·  359 ·  360 ·  361 ·  362 ·  363 ·  364 ·  365 ·  366